# Гороховодацкий, Сергей Алексеевич
Серге́й Алексе́евич Гороховода́цкий (31 декабря 1949, Свердловск, СССР — 21 мая 2022) — советский футболист, нападающий, советский и казахстанский футбольный тренер.
Окончил Усть-Каменогорский педагогический институт (1977).

## Биография

### Карьера игрока
Начал играть в футбол в родном Свердловске. В 1966 году начал выходить на замену в команде «Уралмаш», игравшей в первой группе класса «А» (позднее высшая лига). После вылета «Уралмаша» перешёл в омский «Иртыш», где провёл один сезон и стал бронзовым призёром зоны. Следующие два сезона играл в тюменском «Нефтянике». В последнем сезоне с 10 голами стал вторым бомбардиром зоны.
Основная часть игровой карьеры Гороховодацкого связана с Казахстаном. В 1973 году он впервые вышел на поле в футболке усть-каменогорского «Востока» и на много лет этот клуб стал его родным. В 1976 году его пригласили в «Кайрат». Через три сезона он вернулся в Усть-Каменогорск. Дважды забивал по 5 мячей в одной игре: в матчах за «Восток» против алма-атинского СКИФа (1980) и гурьевского «Прикаспийца» (1981). В сезоне 1981 года забил 34 гола, что является повторением рекорда Г. Мартьяна из «Целинника». Всего забил 141 гол за казахстанские клубы: в высшей лиге (за «Кайрат») — 5, в 1-й лиге (за «Кайрат») — 14, во 2-й лиге (за «Восток» и «Спартак») — 122 гола. Лишь Николай Игамбердиев и Георгий Мартьян забили большее количество мячей во 2-й лиге за казахстанские клубы.

### Тренерская карьера
В конце игровой карьеры в качестве играющего тренера, а позже и главного тренера, работал с петропавловским «Авангардом» и в семипалатинском «Спартаке».
В 1986 году закончил карьеру игрока и принял усть-каменогорский клуб в качестве главного тренера. Возглавлял клуб до 1998 года. Затем принял в Астане новый клуб «Женис». В 2000 году клуб сделал «дубль». В июле 2001 года Гороховодацкий принял «Шахтёр» (Караганда). В 2004—2006 тренировал «Восток». Затем работал с «Кайсаром», «Казахмысом». В 2010 уехал в Урумчи (Китай) работать с молодёжной сборной СУАР.
Тренировал три сборные Казахстана: олимпийскую (1995-96), сборную клубов Казахстана (1997) и национальную (1998).
Скончался 21 мая 2022 года.

## Личная жизнь
Жена Татьяна (1959-2015)
Дочери Яна (род. 1970), Ирина (род. 1980), Марина (род. 1988). 
Сын Сергей (род. 1977). 